# Joseph Simmons
Joseph Ward Simmons (14 de Novembro de 1964 em Queens, Nova Iorque) é um membros e fundadores do grupo de hip hop Run-D.M.C.. Conhecido também como DJ Run, Joey Simmons ou Rev Run, que vem a ser uma brincadeira com seu título religioso. É o irmão mais novo de Daniel "Danny" Simmons, Jr e Russell Simmons, co-fundador da Def Jam Recordings. Entrou na cena através de seu irmão mais velho Russell, como DJ do rapper Kurtis Blow. Assumiu o apelido de 'Son of Kurtis Blow' (Filho de Kurtis Blow), e mais tarde mudou para "Run Love".

## Vida pessoal
Simmons casou-se com Valerie Vaughn em 1983, e teve três filhos com ela: Vanessa Simmons, Angela Simmons e Joseph "JoJo" Simmons, Jr. Seu segundo casamento, com Justine Simmons, antigamente Justine Jones, aconteceu em 25 de Junho de 1994. Com ela, teve mais três filhos: Daniel "Diggy" Simmons, III, Russell "Russy" Simmons, II e Victoria Anne, que faleceu logo após o nascimento em 26 de Setembro de 2006, devido a uma onfalocele congênita. O casal adotou, então, uma garota por nome Miley Justine Simmons.

## Carreira
Joseph "Run" Simmons fundou o Run-D.M.C. como um dos vocalistas ao lado do amigo Darryl "DMC" McDaniels e o DJ Jason "Jam-Master Jay" Mizell. O trabalho do grupo é considerado inovador e original, usando diversos estilos, incluindo o pioneiro trabalho de Jam-Master Jay. Run começou a carreira usando o nome artístico de "Rev Run" depois de ser ordenado um os ministros da Zoe Ministries. Seu primeiro trabalho oficial como Rev Run foi no single "Song 4 Lovers" da banda pop do Reino Unido, Liberty X em Setembro de 2005.
Foi seguido pelo seu primeiro trabalho solo, Distortion. O primeiro single do álbum, "Mind On The Road", apareceu no jogo de vídeogame da EA Sports: Madden NFL 06. "Mind On The Road" usa samples da canção "I Love Rock 'N Roll", na tradição dos sucessos do Run-D.M.C. nos anos 80, usando samples de rock and roll, como visto em "Walk This Way" que usa samples do grupo Aerosmith.
Em 5 de Agosto de 2008 a editora Gotham Press publicou o primeiro livro de Run, Take Back Your Family: A Challenge to America's Parents, cujos co-autores são sua esposa, Justine Simmons, e Chris Morrow.
Em 2018, irá estrelar a série original Netflix All About The Washingtons.

## Discografia

### Discografia com Run-D.M.C
| Álbuns |
| --- |
| Run-D.M.C. - Lançamento: 27 de Março de 1984 - Singles: "It's Like That", "30 Days", "Hard Times", "Rock Box"                                     |
| King of Rock - Lançamento: 15 de Janeiro de 1985 - Singles: "King of Rock", "Can You Rock It Like This", "You Talk Too Much"                      |
| Raising Hell - Lançamento: 18 de Julho de 1986 - Singles: "Walk This Way", "My Adidas", "It's Tricky", " You Be Illin"                            |
| Tougher Than Leather - Lançamento: 16 de Maio de 1988 - Singles: "Run's House", "Beats To The Rhyme", "Mary, Mary", "I'm Not Going Out Like That" |
| Back from Hell - Lançamento: 16 de Outubro de 1990 - Singles: "Pause", "What It's All About", "Faces", "The Ave."                                 |
| Down with the King - Lançamento: 4 de Maio de 1993 - Singles: "Down With The King", "Ooh Wathcha Gonna Do", "Can I Get It, Yo"                    |
| Crown Royal - Lançamento: 3 de Abril de 2001 - Singles: "Rock Show", "Let's Stay Together (Together Forever)"                                     |
| Greatest hits |
| - Together Forever: Greatest Hits 1983–1991 (1991) (Profile Records)                                                                              |
| - High Profile: The Original Rhymes (2002) (Profile Records)                                                                                      |
| - Greatest Hits (2002) (Profile Records) |
| - The Best of Run DMC (2003) (Profile Records) |
| - Ultimate Run-D.M.C. (2003) (Profile Records) |
| - Artist Collection: Run DMC (2004) (Arista Records)                                                                                              |
| - Live at Montreux 2001 (2007) (Eagle Records) |

### Discografia solo
| Álbuns                                                                       |
| ---------------------------------------------------------------------------- |
| Distortion - Lançamento: 18 de Outubro de 2005 - Singles: "Mind On The Road" |